# Бадминтон на Играх Содружества 2018
Соревнования по бадминтону на Играх Содружества 2018 года прошли с 5 по 15 апреля. 
Соревнования по бадминтон являются одним из десяти основных видов на Играх Содружества и постоянно проводится с момента их первого появления на Играх Британской империи и Содружества наций 1966 года в Кингстоне. Были разыграны 6 комплектов наград.

## Медали

### Общий зачёт
| Место | Страна    | Золото | Серебро | Бронза | Всего |
| ----- | --------- | ------ | ------- | ------ | ----- |
| 1     | Индия     | 2      | 3       | 1      | 6     |
| 2     | Англия    | 2      | 2       | 2      | 6     |
| 3     | Малайзия  | 2      | 1       | 2      | 5     |
| 4     | Шотландия | 0      | 0       | 1      | 1     |
| Всего | Всего     | 6      | 6       | 6      | 18    |

### Медалисты
| Дисциплина                 | Золото | Серебро | Бронза |
| -------------------------- | --- | --- | --- |
| Мужской одиночный разряд   | Ли Чонг Вей Малайзия | Шрикант Кидамби Индия | Раджив Усеф Англия |
| Женский одиночный разряд   | Саина Нехвал Индия | П. В. Синдху Индия | Кирсти Гилмур Шотландия |
| Мужской парный разряд      | Англия Маркус Эллис Крис Лангридж | Индия Шатвиксаиридж Ранкиредди Чираг Шетти                                                                                        | Малайзия Го Ви Шэм Тан Ви Кион                                                                                                 |
| Женский парный разряд      | Малайзия Чоу Мей Куан Вивиан Ху | Англия Лорен Смит Сара Уолкер | Индия Ашвини Поннаппа Н. Шикки Редди                                                                                           |
| Смешанный парный разряд    | Англия Крис Эдкок Габриэль Эдкок | Англия Маркус Эллис Лорен Смит | Малайзия Чань Пен Сунь Го Лю Ин                                                                                                |
| Смешанный командный разряд | Индия Шрикант Кидамби Саина Нехвал Шатвиксаиридж Ранкиредди Ашвини Поннаппа Пранав Чопра Чираг Шетти Н. Шикки Редди Гадде Рутвика Шивани П. В. Синдху Пранной Кумар | Малайзия Чань Пен Сунь Соньйя Чеа Чоу Мей Куан Го Лю Ин Го Сунь Хуят Го Ви Шэм Вивиан Ху Шевон Джейми Лай Ли Чонг Вей Тан Ви Кион | Англия Крис Эдкок Габриэль Эдкок Хлоя Берч Маркус Эллис Бен Лейн Крис Лангридж Раджив Усеф Джессика Пью Лорен Смит Сара Уолкер |